# المرأة في السيخية
يعتبر دور المرأة في الديانة السيخية كما هو مبين في النصوص المقدسة للسيخ انه من الأولويات بما نصت النصوص السيخية بالمساواة مع الرجل.
غورو ناناك مؤسس الديانة السيخية أعلن المساواة بين الرجل والمرأة، وكذلك المعلمون التسع الذين تبعوه بعد ذلك كانت تعاليمهم على المساواة بين الجنسين، ويسمح للمرأة في السيخية بالمشاركة الكاملة في جميع الأنشطة وممارسة العبادة مثلها مثل الرجل.
ووفقا لتعاليم السيخية أيضا فإن الرجل لا يشعر بالحياة الآمنة والكاملة دون المرأة، ويرتبط نجاح الرجل بالحب والدعم من المرأة له، فهي تفيده وتؤيده دائما في الحياة والعكس بالعكس، بالإضافة لكون الديانة السيخية تحرم تعدد الزوجات.

## في كتاب الغورو جرانث صاهيب
لقد تواجد ذكر للمرأة في الكتاب الأقدس بالنسبة للسيخية (جورو جرانث صاحب)بشكل وبآخر كما يبين.
- من أمرأة ولد رجل

| ” | داخل امرأة، هو تصور الرجل؛ لامرأة وهو يشارك ومتزوج. امرأة تصبح صديقا له؛ من خلال امرأة، تأتي الأجيال المقبلة. عندما يموت له امرأة، فهو يسعى إلى امرأة أخرى؛ فيذهب منضماً إلى امرأة. لماذا لذلك ندعو لها سيئة؟ من بلدها، يولد الملوك. ولد من امرأة، وامرأة؛ دون امرأة، لن يكون هناك أي شخص على الإطلاق. | “ |

- شاباد ضد المهر

| ” | أي مهر الأخرى، التي تقدم مانموخس يلد ذاتيا للمعرض، هي فقط كاذبة أنانية وتقدم عرض لا قيمة له. يا والدي، من فضلك أعطني اسم الرب لي هدية الزفاف والمهر. | “ |

- حرق النساء أنفسهن بهد موت أزواجهن (عادة هندوسية)

| ” | لا يطلق عليهن قديسات، الذين يحرقون أنفسهم جنبا إلى جنب مع جثث أزواجهن. انها وحدها والتي تٌعرف بقديسة، التي تموت من صدمة الانفصال. … بعض حرق أنفسهم جنبا إلى جنب مع أزواجهن القتلى: [ولكن لا، أنها تحتاج للحياة] إذ كانوا حقاً أحب لهم أنهم فسوف يتحملن الألم على قيد الحياةدون ان يقتلوا أنفسهن. | “ |

## تاريخيا
كان مركز ودور المرأة الهندية يزداد في التدهور خلال فترة القرون الوسطى، كما كان في بعض المجتمعات الكثير من العادات والتقاليد السيئة، بالإضافة لزيادة معدل الانتحار ووجود الزواج بالإكراه وحظرالارامل من الزواج مرة أخرى وكان ذلك واضحاً بظهور حركة بهاكيتي الهندوسية.
بعد وقت قصير من انقراض بهاكتى، ظهرت حركة غورو ناناك السيخية، وتسلمت شعلة قضية المرأة حيث اوضح الغورو ناناك أنه يحبذ للمرأة التوجيه للشعائر الدينية؛ وكذلك الترانيم والغناء للمؤمنين كالباجان أو كيرتان؛ لذا فالنساء في السيخية يشاركن في الجمعيات الدينية بالإضافة لقيادة الجيش في أوقات الحروب؛ ولهن أن يتلقين الأسرار بنفس المعمودية (عمريت) والزواج. وقد ظهر حالات أخرى من معلمو السيخية بالتمييز ضد المرأة.

## في الوقت الحاضر

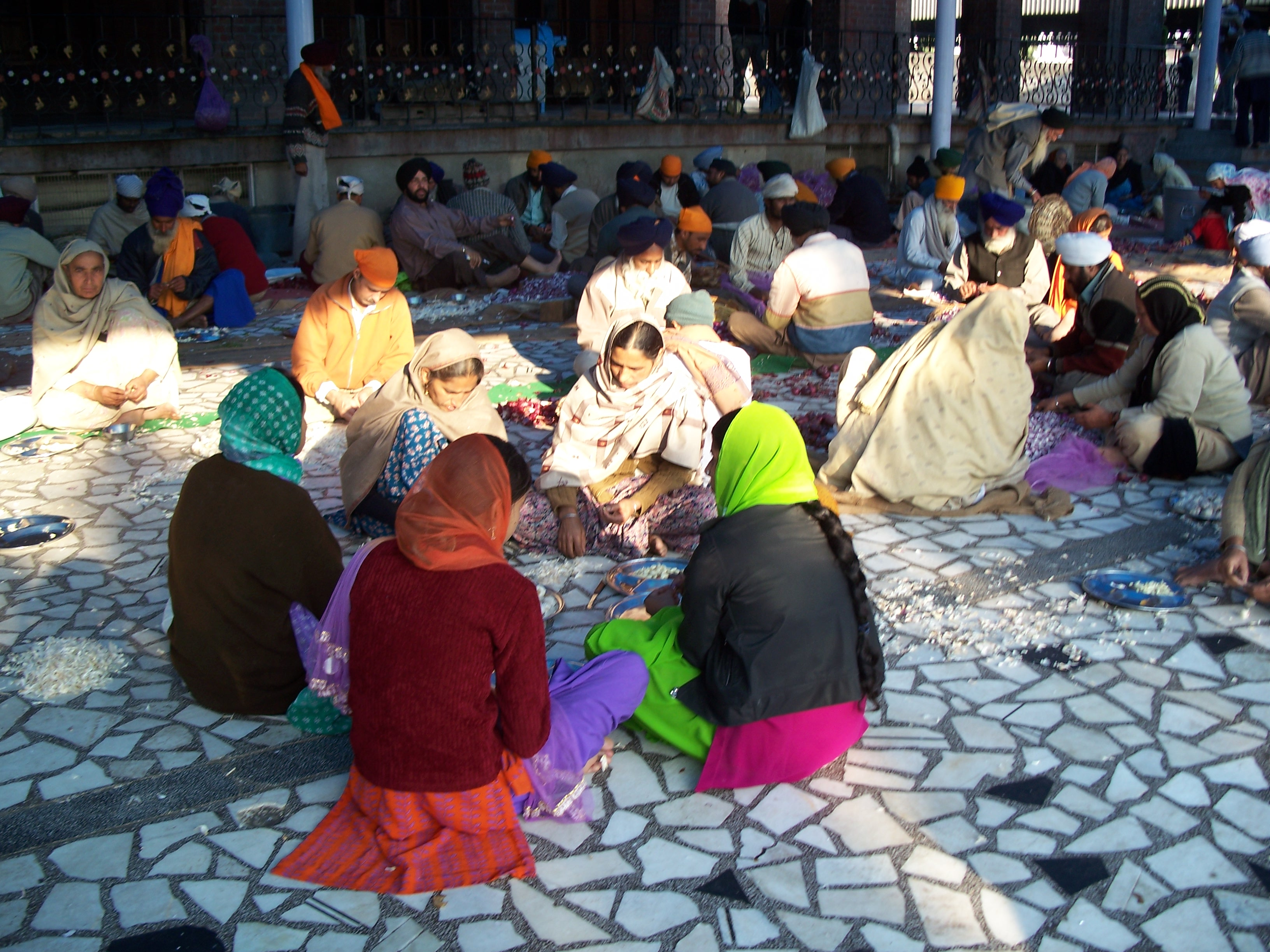
سيخيات في اللانغر (المطبخ السيخي)

حاليا، المرأة تتواجد في السياسة المعاصرة في الهند بقدر لا بأس به في المنظمات الدراسية والمهنية من أجل تخليص المرأة من كثير من عيوبها، فالنساء السيخ يحصلون على امتياز سياسي وقد فتحت فرصاً جديدة للنهوض بالنسبة لهم.
ظهرت النساء السيخ في عدة مجالات، ويعتبرن من بين الأكثر تقدمية في مجالات التعليم والمهن كالتدريس والطب.
بالنسبة لمنظومة السيخ كديانة، فهي مساوية للرجل، فالمرأة تؤدي خدمات صلاة الجماعة والمشاركة في مسارات الآخاند دون انقطاع في القراءات من الكتاب المقدس.
يحق للنساء السيخ التصويت مع الرجال لانتخاب الهيئة الدينية المركزية للديانة في لجنة باربانداك غرادوارا شيروماني التي تدير أماكن العبادة السيخية.

## امثلة للمرأة السيخية المعروفة
تعتبر أول امرأة سيخية هي ماتا تريبتا جي أم المؤسس، جورو ناناك، حيث قالت أنها كانت تتأمل عندما كانت حاملا فيه، ثم آثارت له المودة وقامت بحمايته من غضب والده كالو ميهتا.
بيبي ناناكي جي، الشقيقة الأكبر سنا للغورو ناناك، وقيل عنها أنها كانت امرأة ورعة، حيث كان يتم وصفها أنها امرأة مستنيرة روحيا، وتحمل صفات أخيها، وقامت بدعمه طوال حياته على كونه المعلم.
رانجيت كاور، كانت محاربة ومقاتلة مع أمبراطورية السيخ وكانت تقود الجيوش أحيانا
ماتا جيتو، كانت الزوجة الأولى للغورو سيخ الأخير جوبيند سينغ وكانت تساعده وتدبر معه أمور القيادة الدينية كما هو أوضح ذلك.

## روابط خارجية
ملحوظة: الروابط جميعها باللغة الإنجليزية
- Sikh women
- Guru Quotes on women
- www.sikhs.org
- www.sikhnarimanch.com
- Concepts In Sikhism - Edited by Dr. Surinder Singh Sodhi
- Important women in the Sikh History
- Sikh Spirituality and Contribution of Women